# Véménd
Véménd é um município da Hungria, situado no condado de Baranya. Tem 31,81 km² de área e sua população em 2019 foi estimada em 1.315 habitantes.